# Damião Paridzané
Damião Paridzané é um líder indígena brasileiro da etnia xavante. É conhecido pela luta pelo direito a terra dos povos indígenas, em especial do povo xavante.

## Biografia
Damião Paridzané nasceu em 06 de junho de 1952 na Terra Indígena Marãiwatsédé, época em que os xavante já estavam em contato com a população branca. Durante a infância e início da adolescência, Damião aprendeu com o pai a caçar e a pescar, e presenciou os conflitos na Terra Indígena com as invasões da Fazenda Suiá-Missu.
Com 14 anos, suas terras foram vendidas pelo Estado de Mato Grosso para a Fazenda Suiá-Missu. Parte do povo xavante permaneceu no local ou nas proximidades, mas foram usados como mão de obra pela Fazenda Suiá-Missu.
Damião e outra parte do povo xavante na Terra Indígena Marãiwatsédé foram transferidos de maneira forçada, através de aviões da Força Aérea Brasileira, para a Missão Salesiana de São Marcos, enquanto o restante foi transferido para a então denominada Terra Indígena Couto Magalhães (Norotsu'rã). Poucos dias depois da transferência, vários xavante morreram de sarampo, incluindo o pai de Damião.
Durante a adolescência, Damião trabalhou para os padres em São Marcos, cortando cana de açúcar e fazendo rapadura, além de estudar com os padres da missão, ocasião na qual passou a aprender a língua portuguesa. Ainda morando em São Marcos, Damião se casou e teve o seu primeiro filho.
Em 1977, deixou a Aldeia de São Marcos e foi a procura do restante do seu povo na Terra Indígena Couto Magalhães, onde encontrou o restante do povo xavante da terra Marãiwatsédé, que o receberam com alegria e construíram uma casa para ele, uma vez que Damião havia sido o primeiro xavante a ter ido atrás deles.
Entre 1979 e 1980, Damião lutou politicamente pela primeira vez junto ao povo xavante, tirando fazendeiros invasores e quebrando suas casas, além de conseguir junto a outras lideranças a homologação da Terra Indígena Norotsu'rã, que passou a se denominar Parabubure.

### 1981-2003 - Damião se torna cacique e luta pela reconquista da TerraMarãiwatsédé
Em 1981, uma criança desapareceu na beira do rio e a comunidade suspeitou que os xavante de Marãiwatsédé haviam matado-na, o que gerou um conflito interno na Terra Indígena Parabubure. Ao tomar conhecimento do conflito, a FUNAI interviu e transferiu os xavante originários de Marãiwatsédé para a Terra Indígena Areões, onde 30 pessoas se organizaram e formaram a Aldeia Ẽtẽ'are, da qual Damião se tornou cacique pela primeira vez.
Devido a crescentes conflitos com os xavante originários da Terra Indígena Areões, em virtude dos habitantes da Aldeia Ẽtẽ'are não formarem um grupo unitário com os xavantes de Areões, estando fora de suas terras originais, em 1984 os xavante da Aldeia Ẽtẽ´are, que eram originários de Marãiwatsédé, se mudaram para a Terra Indígena Pimentel Barbosa e formaram a Aldeia Água Branca Öpraba'Örã. Na nova Terra Indígena os conflitos continuaram, também devido a discriminações pelos xavante liderados por Damião Paridzané serem consideradas pessoas sem terra; entretanto, mais xavantes de Marãiwatsédé passaram a se deslocar para a Aldeia, que passou a crescer.
Enquanto cacique da Aldeia Água Branca, Damião fez diversas reivindicações à FUNAI e em idas à Brasília, buscando a devolução da Terra Marãiwatsédé. Em 1992, o Cacique Damião chegou a participar da ECO-92 no Rio de Janeiro, onde encontrou Gabriel Caligari, então presidente da empresa italiana Agip Petroil, que eram à época proprietários da Fazenda Suiá-Missu, e que prometeu devolver a terra para os xavante. Entretanto, a promessa não foi cumprida e a Fazenda Suiá-Missu foi leiloada e invadida por fazendeiros, posseiros e latifundiários.
O Cacique não desistiu da luta e, ainda no ano de 1992, foi declarada a identificação da Terra Indígena Marãiwatsédé em portaria do Ministério da Justiça. Em 1994, o Cacique foi convidado pelo então Presidente do Brasil, Fernando Henrique Cardoso, para participar do processo de demarcação da terra.
Em 1998, a Terra Indígena Marãiwatsédé foi homologada pelo Presidente, mas a luta precisou continuar por anos ainda para que os posseiros e fazendeiros deixassem suas ocupações na Terra Indígena.

### 2004-2015 - Fundação da AldeiaMarãiwatsédée a luta pela desintrusão
O processo de retomada da Terra Indígena foi lento e precisou ser coordenado com a FUNAI e a Polícia Federal para garantir a segurança dos xavante. Em 2004, quando conseguiram entrar na Terra Indígena, se depararam com uma grande área desmatada. A maioria dos posseiros ainda não haviam deixado a terra, e fizeram acampamento na BR-158 para impedirem a entrada dos xavante pela estrada. Os xavante também montaram acampamento na rodovia e conseguiram entrar e controlar uma pequena parcela do território, onde fundaram então a Aldeia Marãiwatsédé. Entretanto, diversas decisões judiciais saíram favoráveis à permanência dos fazendeiros e posseiros na área, o que prolongou a situação de conflito.
Em 2012, o Cacique Damião foi convidado a participar da conferência RIO+20, onde discursou pela desintrusão da Terra Indígena Marãiwatsédé e reivindicou novamente a devolução da terra de origem, ressaltando que não aceitaria nenhuma negociação ou permuta pela terra. Após a conferência, a então presidenta do Brasil, Dilma Rousseff, comprometeu-se a intervir pela retirada dos invasores sem violência e evitar os conflitos entre fazendeiros, posseiros e os xavante.
No mesmo ano, o Supremo Tribunal Federal determinou a desintrusão e a retirada dos invasores, o que foi levado a efeito com operações da Polícia Federal e das Forças Armadas, ao longo de três anos.

## Homenagens e prêmios
Damião foi homenageado no XI Seminário de Educação (Semiedu2013) da Universidade Federal de Mato Grosso, no ano de 2013.
O cacique também ganhou o prêmio "Garantia dos Direitos dos Povos Indígenas" na 20ª edição do Prêmio de Direitos Humanos, em Brasília, no ano de 2014.

## Controvérsias
Em 2022, Damião Paridzané foi alvo de uma investigação da Polícia Federal por suspeita de receber dinheiro em troca da concessão ilegal de áreas indígenas à fazendeiros. Na operação "Res Capta", a Justiça Federal de Mato Grosso determinou o bloqueio de bens do cacique, que incluiu a apreensão de uma caminhonete SW4, onde encontraram uma mala com cerca de R$ 14.000 (quatorze mil reais), além de determinar a prisão e outras medidas cautelares a outras pessoas, incluindo fazendeiros e servidores da FUNAI em Ribeirão Cascalheira, que estariam envolvidos no esquema.